# سلیونیتسا (دیمیترووگراد)
سلیونیتسا (به صربی: Slivnica) یک منطقهٔ مسکونی در صربستان است که در دیمیتروگراد واقع شده‌است. سلیونیتسا ۱۸ نفر جمعیت دارد.